# Liste der Kulturdenkmale in Rottweil-Zepfenhan
In der Liste der Kulturdenkmale in Rottweil-Zepfenhan sind alle Bau- und Kunstdenkmale des Rottweiler Stadtteils Zepfenhan verzeichnet, die im „Verzeichnis der unbeweglichen Bau- und Kunstdenkmale und der zu prüfenden Objekte“ des Landesamts für Denkmalpflege Baden-Württemberg verzeichnet sind.
Diese Liste ist nicht rechtsverbindlich. Eine rechtsverbindliche Auskunft ist lediglich auf Anfrage bei der Unteren Denkmalschutzbehörde des Landkreises Rottweil erhältlich.

## Allgemein
- Bild: Zeigt ein ausgewähltes Bild aus Commons, „Weitere Bilder“ verweist auf die Bilder im Medienarchiv Wikimedia Commons.
- Bezeichnung: Nennt den Namen, die Bezeichnung oder die Art des Kulturdenkmals.
- Lage: Straßenname und Hausnummer oder Flurstücknummer des Kulturdenkmals, gegebenenfalls auch den Ortsteil. Die Grundsortierung der Liste erfolgt nach dieser Adresse. Der Link (Karte) führt zu verschiedenen Kartendiensten mit der Position des Kulturdenkmals. Fehlt dieser Link, wurden die Koordinaten noch nicht eingetragen. Sind diese bekannt, können sie über ein Tool mit einer Kartenansicht einfach nachgetragen werden. In dieser Kartenansicht sind Kulturdenkmale ohne Koordinaten mit einem roten bzw. orangen Marker dargestellt und können durch Verschieben auf die richtige Position in der Karte mit Koordinaten versehen werden. Kulturdenkmale ohne Bild sind an einem blauen bzw. roten Marker erkennbar.
- Datierung: Baubeginn, Fertigstellung, Datum der Erstnennung oder grobe zeitliche Einordnung entsprechend des Eintrags in der zuständigen Denkmaldatenbank (Landesamt für Denkmalpflege Baden-Württemberg).
- Beschreibung: Kurzcharakteristik des Kulturdenkmals.

## Zepfenhan
| Bild | Bezeichnung                          | Lage                                             | Datierung | Beschreibung | ID |
| ---- | ------------------------------------ | ------------------------------------------------ | --------- | ------------ | -- |
|      | Quergeteiltes Einhaus                | Zepfenhan, Fleckengasse 6 (Karte)                |           |              | BW |
|      | Quergeteiltes Einhaus                | Zepfenhan, Kepplerstraße 3 (Karte)               |           |              | BW |
|      | Quergeteiltes Einhaus                | Zepfenhan, Kepplerstraße 4 (Karte)               |           |              | BW |
|      | Quergeteiltes Einhaus                | Zepfenhan, Kepplerstraße 8 (Karte)               |           |              | BW |
|      | Schmiede                             | Zepfenhan, Kepplerstraße 12 (Karte)              |           |              | BW |
|      | Quergeteiltes Einhaus                | Zepfenhan, Kepplerstraße 16 (Karte)              |           |              | BW |
|      | Kath. Pfarrkirche St. Nikolaus       | Zepfenhan, Kepplerstraße 17 (Karte)              |           |              | BW |
|      | Gefallenendenkmal                    | Zepfenhan, bei Kepplerstraße 17                  |           |              |    |
|      | Wegkreuz                             | Zepfenhan, bei Kepplerstraße 18                  |           |              |    |
|      | Quergeteiltes Einhaus                | Zepfenhan, Kepplerstraße 20 (Karte)              |           |              | BW |
|      | Quergeteiltes Einhaus                | Zepfenhan, Kepplerstraße 28 (Karte)              |           |              | BW |
|      | Quergeteiltes Einhaus                | Zepfenhan, Lederstraße 8 (Karte)                 |           |              | BW |
|      | Hoptsches Haus                       | Zepfenhan, Lederstraße 9 (Karte)                 | 1704-1705 | [ 2 ]        | BW |
|      | Wegkreuz                             | Zepfenhan, bei Lederstraße 16                    |           |              |    |
|      | Quergeteiltes Einhaus                | Zepfenhan, Lederstraße 23 (Karte)                |           |              | BW |
|      | Wegkreuz                             | Zepfenhan, bei Lederstraße 25                    |           |              |    |
|      | Wegkreuz                             | Zepfenhan, Linsenberg                            |           |              |    |
|      | Wegkreuz                             | Zepfenhan, Linsenbergstraße                      |           |              |    |
|      | Quergeteiltes Einhaus                | Zepfenhan, Linsenbergstraße 27 (Karte)           |           |              | BW |
|      | Württembergische Markungs-Grenztafel | Zepfenhan, Neukircher Straße, Zepfenhaner Straße |           |              |    |
|      | Staig-Kreuz                          | Zepfenhan, Neuwiesen                             |           |              |    |
|      | Wegkreuz                             | Zepfenhan, Rosenstraße                           |           |              |    |
|      | Quergeteiltes Einhaus                | Zepfenhan, Rosenstraße 2 (Karte)                 |           |              | BW |
|      | Quergeteiltes Einhaus                | Zepfenhan, Rosenstraße 15 (Karte)                |           |              | BW |
|      | Kreuzfirstgehöft                     | Zepfenhan, Rosenstraße 18 (Karte)                |           |              | BW |
|      | Quergeteiltes Einhaus                | Zepfenhan, Rosenstraße 20 (Karte)                |           |              | BW |
|      | Sonthof                              | Zepfenhan, Sonthof 1 (Karte)                     |           |              | BW |
|      | Wegkreuz                             | Zepfenhan, Sonthofer Straße                      |           |              |    |
|      | Württembergische Oberamts-Grenztafel | Zepfenhan, Westelberg                            |           |              |    |